# Fernsehstube
Eine Fernsehstube war ein Raum oder Ort zum gemeinschaftlichen Schauen von Fernsehübertragungen in der Anfangsphase des Fernsehens in Deutschland.

## Ausgangslage
Kinosäle und Lichtspielhäuser, in die man zu Filmführungen ging, gab es bereits lange vor dem Beginn des Fernsehens. So gab es 1927 allein in Deutschland mehr als 4000 Kinosäle.
Fernsehgeräte, die ein Live-Bild übertragen konnten, waren allerdings zu Anfangszeiten mit 2500 und 3600 Reichsmark sehr teuer und konnten nur von wenigen angeschafft werden. Zudem war das Programm mit drei Ausstrahlungen die Woche zwischen 20 und 22 Uhr noch sehr begrenzt. Dies führte dazu, dass kaum Fernseher angeschafft wurden und für eine exklusive Zuschauerschaft Fernsehstuben eingerichtet werden sollten. Die ersten regelmäßigen Fernsehübertragungen in Deutschland begannen am 22. März 1935.
Die Entwicklung wurde auch mit dem Ziel von der Verbreitung von nationalsozialistischer Propaganda weiter getrieben, die zum Beispiel dafür sorgen sollten, dass die Olympischen Spiele 1936 in Berlin übertragen werden konnten. So sagte der Reichssendeleiter Eugen Hadamovsky beim Start des Fernsehfunks, dass der Rundfunk berufen wird, um die „größte und heiligste Mission zu erfüllen“, die es sei „nun das Bild des Führers unverlöschlich in alle deutschen Herzen zu pflanzen“.

## Geschichte

### Anfangszeit und Propaganda
Die ersten Fernsehstuben in Deutschland wurden im März 1935 in Berlin eröffnet und zeigten hauptsächlich Zaubertricks, Jonglage-Einlagen und nationalsozialistische Propaganda. Die erste öffentliche Fernsehempfangsstelle für den Gemeinschaftsempfang wurde am 9. April 1935 im Berliner Reichspostmuseum (Ecke Leipziger Straße/Mauerstraße) eingerichtet. Jeden Abend gab es eineinhalb Stunden Programm, womit Deutschland der BBC sieben Monate voraus war.
Anfangs war die Qualität so schlecht, dass man zum Beispiel auf einen Sprecher angewiesen war. Die Stuben richteten sich mit einem kleinen Bildschirm an rund 20 Personen. Dabei wurde das Bild vom Fernsehsender Paul Nipkow übertragen. Später wurden die Bildschirme größer und die Stuben boten bis zu 300 Menschen Platz. Hierbei wurde das Fernsehen durch einen Projektor auf eine Leinwand projiziert, was damals auch als „Fernseh-Großbildstelle“ bezeichnet wurde. 1936 gab es 27 öffentliche Fernsehstuben in Deutschland. Die Olympischen Spiele 1936 wurden als erstes großes Sport-Event übertragen und brachten damit erstmals sportliche Live- und Gemeinschaftsgefühle durch eine Fernsehübertragung hervor. Die tägliche Sendezeit wurde auf acht Stunden erhöht. Rund 160.000 Menschen sollen die Übertragungen der Spiele gesehen haben. Später wurden auch UFA-Filme wie Die Lokomotivenbraut oder Verkehrserziehungsfilmchen (Achtung, Rotes Licht) in den Stuben gezeigt. Mit Beginn des Zweiten Weltkriegs sollten im August 1939 die Stuben geschlossen werden, da sie bereits ihren Zweck erfüllt hätten und sie sich mit gerade einmal 500 insgesamt angeschlossenen Fernsehempfängern nicht mehr finanziell lohnen würden. Da das Programm von Befürwortern allerdings als „kriegswichtig“ eingestuft wurde, wurde bis zum Oktober 1944 weitergesendet und zum Beispiel in Lazaretten als Unterhaltung eingesetzt.

### Nachkriegszeit
Erst nach dem Krieg begann in Deutschland der Fernsehmarkt stark zu wachsen, der Fernsehbetrieb der DDR und der Bundesrepublik begann 1952. So wurden auch immer mehr Kneipen mit Fernsehern ausgestattet, die zum Beispiel Sport-Ereignisse wie das „Wunder von Bern“ 1954 übertragen. In Dörfern und engeren Nachbarschaften traf man sich zum Beispiel zum gemeinsamen Fernsehen in Fernsehstuben, um zum Beispiel Anschaffungskosten einzusparen. Auch der Heimbereich wurde größer und zum Beispiel durch erste Familienprogramme gefördert. Dadurch ging auch die Anzahl der öffentlichen Fernsehstuben zurück und lagerte sich mit günstig werdenden Fernsehgeräten, mit Ausnahme von besonderen Events und Bereichen der Gastronomie in den privaten Bereich, aus.